# Черногория на летних Паралимпийских играх 2012
Черногория на летних Паралимпийских играх 2012 года была представлена одной спортсменкой в лёгкой атлетике.

## Лёгкая атлетика
На отборочных соревнованиях к чемпионату мира Марияна Горанович выполнила квалификационный стандарт «А» (6 метров), толкнув ядро на 6,24 метра.
| Спортсмен         | Дисциплина                   | Отбор     | Отбор | Полуфинал | Полуфинал | Финал     | Финал |
| Спортсмен         | Дисциплина                   | Результат | Место | Результат | Место     | Результат | Место |
| ----------------- | ---------------------------- | --------- | ----- | --------- | --------- | --------- | ----- |
| Марияна Горанович | Толкание ядра, категория F40 |           |       |           |           | 6.35 NR   | 7     |